# 太陽油脂
太陽油脂株式会社（たいようゆし）は、洗剤・石鹸・食用加工油脂などを製造する企業。本社所在地は神奈川県横浜市神奈川区守屋町。
石鹸や化粧品は一般にはパックスブランドで知られている。

## 沿革
- 1919年（大正8年） - 東京搾油株式会社として創業、南洋産コプラから油脂を生産する。
- 1936年（昭和11年） - 南洋貿易株式会社と合併
- 1939年（昭和14年） - 石鹸の製造開始
- 1947年（昭和22年） - 太陽油脂株式会社設立
- 1948年（昭和23年） - 「パックス」の商標使用開始
- 1950年（昭和25年） - 日本初のショートニング製造実用化

## 主な製品
- 石鹸・化粧品（商標名「パックス」、「ナチュロン」）
  - パックス石鹸シャンプー
  - 石鹸はみがき
  - ナチュロンボティーソープ
  - 台所用・洗濯用・住居用石鹸
  - 酸素系漂白剤
- 食用加工油脂（商標名「ココリン」）
  - マーガリン
  - ショートニング
  - メルファー（パン用フィリング）
  - 機能性乳化油脂

## 参考資料

### 文献資料
- 長谷川治『はて・なぜ・どうしてクイズ石けんと合成洗剤』合同出版